# Dans les abîmes
Dans les abîmes (Underneath) est le 12e épisode de la saison 9 de la série télévisée X-Files. Dans cet épisode, un homme que Doggett a arrêté pour meurtre treize ans plus tôt est libéré à la faveur de nouveaux éléments.

## Résumé
Après treize ans d'emprisonnement, Robert Fassl, surnommé « le tueur au tournevis », est disculpé après une analyse d'ADN. Doggett, qui l'avait arrêté sur les lieux de ses derniers meurtres treize ans plus tôt, est ulcéré en apprenant la nouvelle car il demeure convaincu de sa culpabilité. Scully lui confirme néanmoins la validité de l'analyse. Doggett ne compte pas en rester là et demande l'aide de Scully et Reyes. Libéré, Fassl voit un homme barbu, le même qui était avec lui juste avant qu'il soit arrêté par Doggett.

## Distribution
- Gillian Anderson : Dana Scully
- Robert Patrick : John Doggett
- Annabeth Gish : Monica Reyes
- W. Earl Brown : Robert Fassl
- Lisa Darr : Jana Fain
- Alan Davidson : l'homme barbu
- Robert Curtis Brown : Damon Kaylor
- Paul Vincent O'Connor : Brian Hutchinson
- Arthur Nascarella : Duke Tomasick

## Accueil

### Audiences
Lors de sa première diffusion aux États-Unis, l'épisode réalise un score de 4,4 sur l'échelle de Nielsen, avec 7 % de parts de marché, et est regardé par 7,30 millions de téléspectateurs.

### Accueil critique
L'épisode obtient des critiques mitigées. Dans leur livre, Robert Shearman et Lars Pearson lui donnent la note de 3,5/5. Zack Handlen, du site The A.V. Club, lui donne la note de C. Le site Le Monde des Avengers lui donne la note de 2/4. John Keegan, du site Critical Myth, lui donne la note de 4/10.